# Canal 5 (Uruguai)
Televisón Nacional de Uruguay (TNU) (CXB-5 Canal 5) é uma rede de televisão uruguaia instalada em Montevidéu, capital do país. A emissora pertence ao Governo Federal do Uruguai.
Seus estúdios estão localizados no Bulevar Artigas 2552, esquina com a Rua Colorado, Montevidéu. É uma emissora do Ministério de Educação e Cultura desde o ano 2002.

## História
Anteriormente esteve integrado ao SODRE (Servicio Oficial de Difusión, Radiotelevisión e Espectáculos) criado em 1929. Seu surgimento esteve pautado pela Rádio CX6, depois por uma Orquestra Sinfônica, ópera, coro, balé, cinema, arte e um sala de auditório. Iniciou sua transmissão em 19 de junho de 1963 no Canal 5 e uma rede de repetidoras de alcance nacional. Em 1983, por lei, substitui-se a denominação pela de Servicio Oficial de Difusión, Radiotelevisión e Espectáculos. Esta denominação mantém-se até a atualidade, apesar de que a Lei N° 17.556 do 18 de setembro de 2002, transformou o Canal 5 numa unidade emissora independente do Sodre. O canal teve vários nomes fantasias ao longo dos anos, em 2002, o canal passa a chamar-se Canal 5 TVEO. Atualmente e desde o ano 2005, o nome fantasia é TNU.
Foi o primeiro canal de televisão autorizado a emitir (em 1955), mas iniciou suas transmissões de forma experimental em 28 de fevereiro de 1963 e de forma regular em 19 de junho do mesmo ano, sendo o último canal montevideano em pôr ao ar. Seu primeiro diretor foi Justino Zavala Carvalho (filho de Justino Zavala Muniz). A atual diretora é a documentalista Virginia Martínez.

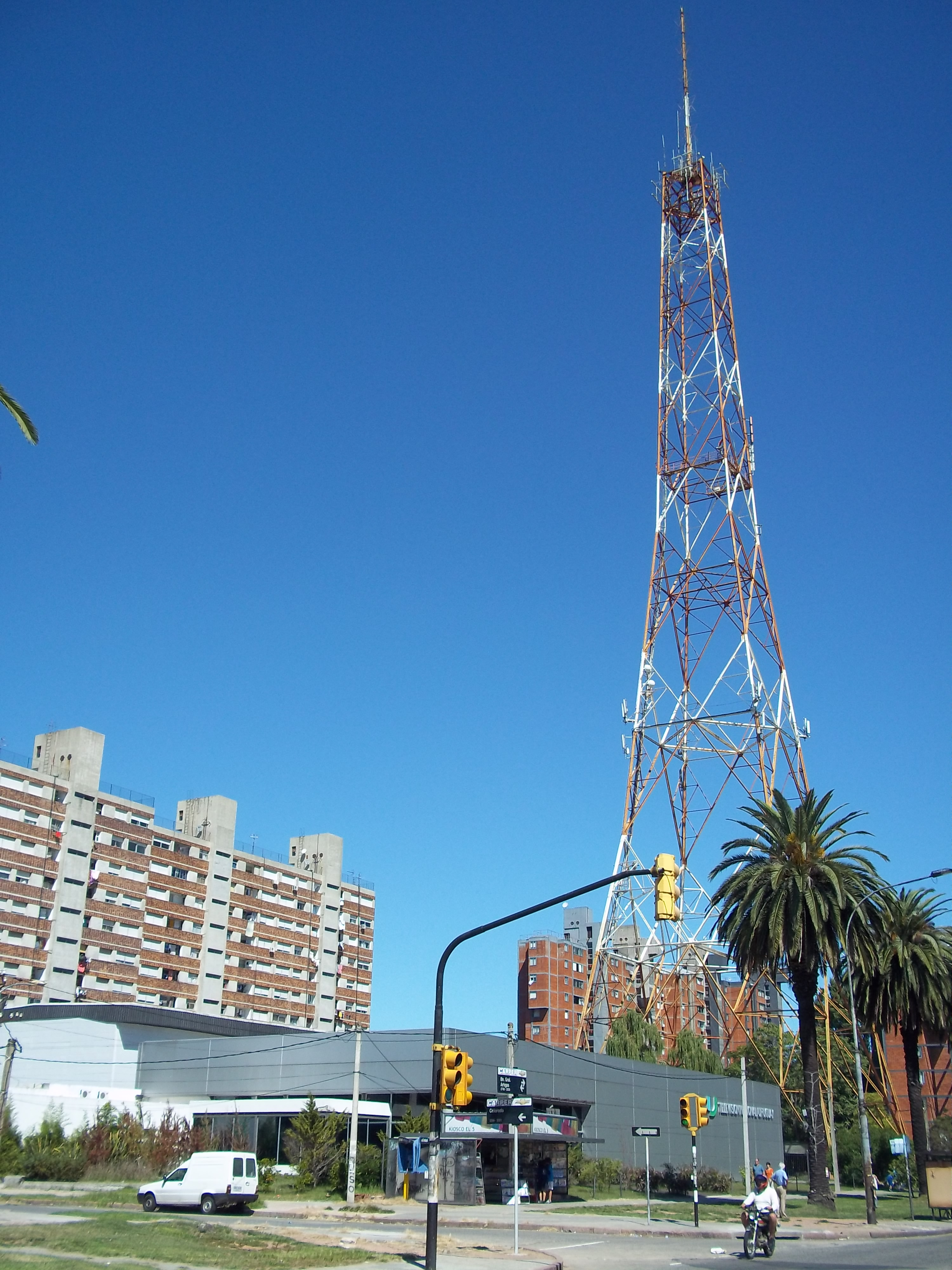
Estúdios do Canal 5 em 2010.

Transmite por ar em todo o país, é o único canal uruguaio que transmite as 24 horas. Sua programação pode-se ser vista dentro e fora do Uruguai, pela internet.
Nos últimos anos tem sido mudando sua infra-estrutura, reacondicionando seus estúdios sobre Bulevar General José Artigas, esquina com a rua Colorado, tem incorporado nova tecnologia (câmeras de estúdio, de imprensa e um moderno satélite Banda Kᵤ).[carece de fontes?]
Em sua grelha de programação, destacam-se programas como: Estádio Un, Info TNU (anteriormente TNU Noticias), La Mañana, En Busca de Artigas, Un Sabor me Trajo Hasta Aquí, Escenarios, Videoparlante, Tartamudo tv, Ponete Cómodo, Buscadores, Quién es Quién, Uruguay por dentro, Agroinforme (todos de produção nacional), programas do canal Encuentro da Argentina e da BBC.
Alguns de seus apresentadores destacados são: Julio Sánchez Padilla, Ana María Mizrahi, Rafael Guarda, Miguel Nogueira, entre outros. A direção do noticiário está a cargo de Luis Curbelo.
Também se destacam séries tais como Amar en Tiempos Revueltos, Cuéntame Cómo Pasó, The Good Wife, entre otras.

## Convênio com a Intelsat
O sinal do TNU, Canal 5 de Montevidéu Analógico, Canal 30 de Montevidéu, Digital, está disponível para as repetidoras da TNU no interior do país desde 2014 pelo Satélite Intelsat 11 43.0 W em Banda C.